# Teng Haibin
Teng Haibin (chinois simplifié : 滕海滨 ; pinyin : Téng Hǎibīn ; né le 2 janvier 1985 à Pékin) est un gymnaste chinois.

## Palmarès

### Jeux olympiques
- Athènes 2004
  -  médaille d'or au cheval d'arçons
  - 5e au concours par équipes

### Championnats du monde
- Anaheim 2003
  -  médaille d'or au concours par équipes
  -  médaille d'or au cheval d'arçons

- Rotterdam 2010
  -  médaille d'or au concours par équipes
  -  médaille d'argent aux barres parallèles

### Jeux asiatiques
- Guangzhou 2010
  -  médaille d'or au concours par équipes
  -  médaille d'or au concours général individuel
  -  médaille d'or au cheval d'arçons
  -  médaille de bronze à la barre fixe